# Elohim
Az Elohim vagy Élóhím (héber: אֱלֹהִים átírva: ʾĔlōhīm) héber szó, az Eloah (אֱלוֹהַּ átíva: ʾĔlōah) szó többes száma. Jelentése: istenek, isteniek, uralkodók, bírák, angyalok. Általában "Isten"-nek fordítják, de isteneknek is (pl. 2Móz 12,12). A fordításokban Elohim alakban nem fordul elő.

Elohim héber írással

Az egyes számú Eloah alakot a héber nyelvű Biblia csupán 57-szer használja, szemben az Elohim több mint 2600-szori említésével.
A héber Bibliában leggyakrabban köznév, melyet nemcsak az igaz isten, hanem a hamis istenek jelzésére is alkalmaz. A JHVH után az „Isten” második leggyakoribb megjelölése, de időnként használják tulajdonnévként is. Leggyakrabban JHVH-ra, a héberek vagy izraeliták istenére használják.
Ritkábban jelenthet:
- idegen isteneket (2Móz 12:12)[4] (5Móz 5:7)[9]
- mennyei szellemlényeket, angyalokat,[10] [11]
- bírákat,[12] (2Móz 21:6)[13]
- földi szellemet is (1Sám 28,13).

Az Elohim egy hosszú forma, amely a sémi nyelvekben az „Istent” jelentő „Él” gyökön alapul. A héberben az -im végződés általában hímnemű többes számot jelöl. Azonban, amikor a zsidó istenére hivatkoznak, az Elohim nyelvtanilag egyes számban értendő. A többes számú alak használata sokak szerint inkább nyomatékot fejez ki, mint számot, és királyi többesnek nevezték. Feltételezhető, hogy a többes számot az identitás, a hatalom jelentésében értelmezték.
A JHVH Elohim kettős alakot többek közt Örökkévaló Isten(ség)-nek  vagy Úr Isten-nek fordítják, Izráel istene és az egyetemes Isten jelentésben, aki mindenen uralkodik.
A mormon értelmezésben Elohim az Atyaisten „neve” lett, a JHVH pedig a Fiúisten (Jézus) neve.